# 斯科特維爾 (密歇根州)
斯科特維爾（英語：Scottville）是一個位於美國密歇根州梅森縣的城市。

## 人口
根據2020年美國人口普查的數據，斯科特維爾的面積為3.86平方千米，當中陸地面積為3.86平方千米，而水域面積為0.00平方千米。當地共有人口1356人，而人口密度為每平方千米351人。